# Enicospilus longitarsis
Enicospilus longitarsis är en stekelart som beskrevs av Tang 1990. Enicospilus longitarsis ingår i släktet Enicospilus och familjen brokparasitsteklar. Inga underarter finns listade i Catalogue of Life.